# Järnväg i Nederländerna

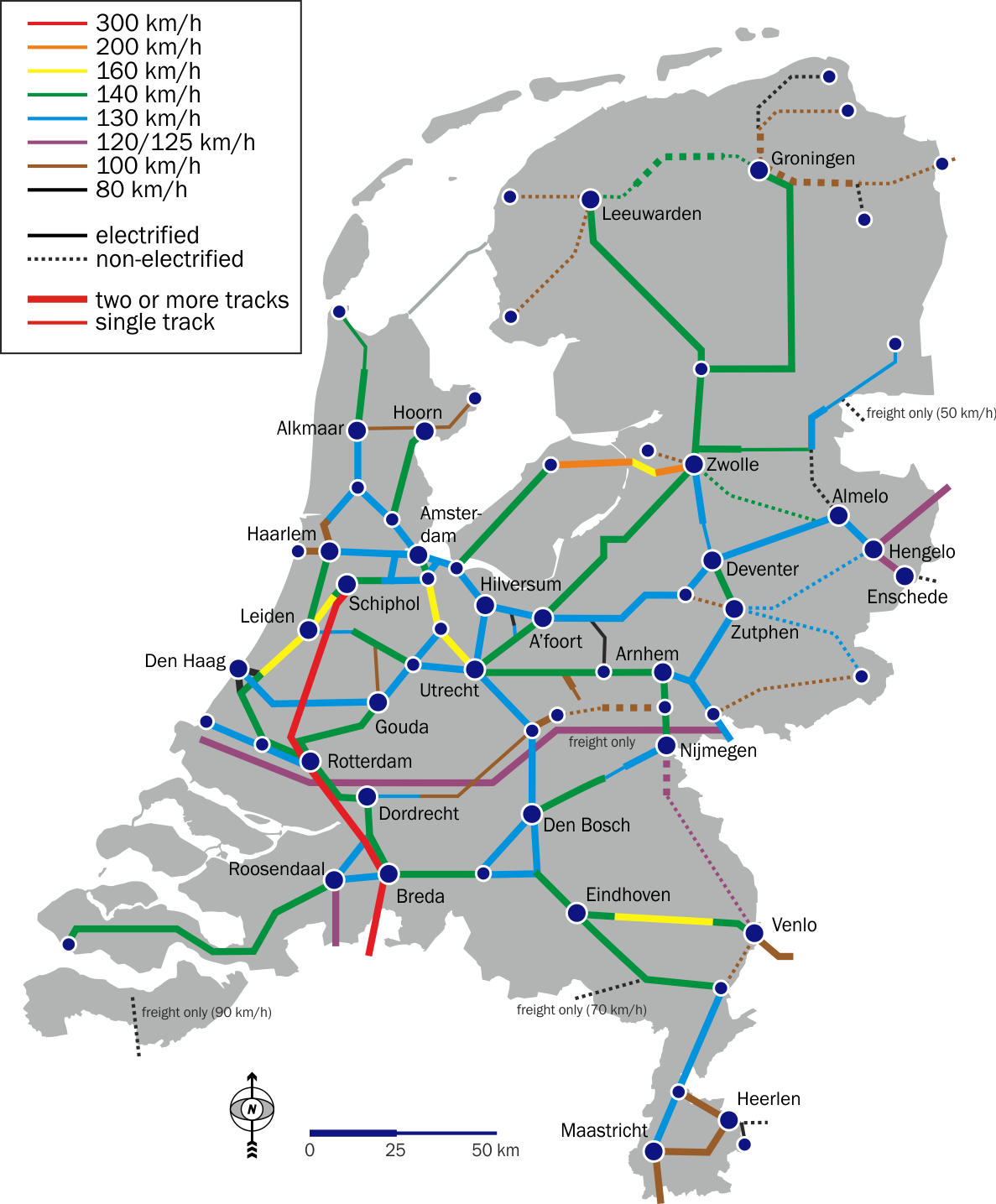
Järnvägsnätet

Nederländernas järnvägsnät består av ett 2 809 kilometer långt nät. Ansvaret för det offentliga spårnätet ligger sedan 2003 hos det statliga företaget ProRail. Persontrafiken på de flesta linjerna utförs praktiskt taget uteslutande av det statliga bolaget Nederlandse Spoorwegen, även om deras monopol sedan länge formellt är avskaffat. Andra trafikföretag som kör (uteslutande på lokala landsbygdslinjer) är Arriva, Syntex, Connexxion och Transdev.
Den första järnvägen öppnades 1839 och var en kort sträcka mellan Amsterdam och Haarlem. Den expanderades snabbt till även Haag och Rotterdam. Under 1900-talet anslöts resten av landet.
Från hösten 2009 tas höghastighetslinjen från Amsterdam via Rotterdam till Antwerpen, Bryssel och Paris i bruk, till exempel för Thalys-tågen. Men det finns sedan 2007 också en nybyggd godstågslinje, Betuweroute, från Europoorts hamnar österut direkt till det tyska järnvägsnätet.
Järnvägen i Nederländerna körs överallt på normalspår, d.v.s. 1435 mm "spårvidd. Ungefär 75% av banorna är elektrifierade med 1 500 V likström. Två linjer, godslinjen Betuweroute och höghastighetslinjen mellan Amsterdam och Paris, körs på 25 000 V växelström. Ungefär två tredjedelar av banorna har två eller fler spår. I princip körs tågen alltid i högertrafik.
De flesta linjerna körs dagtid med ett tåg varje halvtimme i varje riktning. Man planerar att inom kort införa "tidtabellslös" körning på de viktigaste linjerna, vilket egentligen betyder ett tåg var tionde minut på dagtid. Mest tåg går det mellan stationerna Amsterdam Centraal och Amsterdam Sloterdijk: 23 tåg per timme i varje riktning. Ungefär 6,5 % av befolkningen i Nederländerna reser dagligen med tåget.